# Dillnäs kyrka
Dillnäs kyrka är en kyrka som ligger i Dillnäsby strax norr om Gnesta mellan Södertälje och Flen i Gnesta kommun. Kyrkan tillhör Daga församling i Strängnäs stift.

## Kyrkobyggnaden
Ursprungskyrkan uppfördes på 1100-talet eller tidigt på 1200-talet. Kyrkan var då en av de minsta i landskapet, med ett kvadratiskt kor som mätte endast 3x3 meter. Det nuvarande vapenhuset byggdes till under senare delen av medeltiden.
Under slutet av 1600-talet eldhärjades kyrkan och från 1701 inleddes reparationen. Först under åren 1777 till 1779 revs den gamla östgaveln och kyrkorummet förlängdes en halv gång. Dessutom tillkom den nuvarande sakristian i den halvrunda utbyggnaden bakom altarväggen. 1797 öppnades ingången genom västgaveln efter att sydväggens gamla vapenhus i trä rivits. Vad som täckte kyrkan innan 1700-talets reparationer vet vi inte. Det nuvarande platta trätaket lätt välvt ner mot långsidorna ger kyrkorummet sin speciella karaktär.

## Inventarier
- Kyrkans främsta klenod Mariaskåpet över altaret tillverkades i Antwerpen omkring 1500. 1780 köpte landshövding Sven Liljecrantz skåpet av Vårdinge församling.
- Nuvarande predikstol och bänkinredning tillkom på 1770-talet.

### Orgel
- 1850 byggde Anders Rockman, Åker en orgel med 4 stämmor.
- Före 1937 användes ett harmonium.
- Den nuvarande orgeln byggdes 1937 av Lindegrens Orgelbyggeri AB, Göteborg och är en pneumatisk orgel. Ljudande fasad ritad av arkitekt Martin Westerberg.

| Manual I            | Manual II     | Pedal      | Koppel    |
| Gedackt 8´          | Rörflöjt 8´   | Subbas 16´ | I/P       |
| Principal 4´        | Gemshorn 4´   |            | II/P      |
| Rauschkvint 2 chor´ | Blockflöjt 2´ |            | II/I      |
|                     |               |            | I 4'/I    |
|                     |               |            | II 16'/I  |
|                     |               |            | II 16'/II |